# أوكتاموكسين
أوكتاموكسين إيبرونيازيد هو مضاد اكتئاب فهو مثبط أكسيداز أحادي الأمين غير انتقائي لا عكوس ومن مجموعة هيدرازين استخدم في ستينات القرن الماضي لكنه لم يعد متوفرا حاليا.